# Jean Gilles
Jean Gilles (Tarascona, 6 gennaio 1668 – Tolosa, 5 febbraio 1705) è stato un compositore francese.
Visse gran parte della sua vita ad Aix en Provence dove ricevette la sua formazione musicale da Guillame Poitevin assieme ad André Campra ed Esprit Antoine Blanchard. 
Il suo capolavoro è la messa di requiem, che più tardi influenzerà lo stesso André Campra. Il requiem, considerato dai committenti troppo costoso, venne, come risposta, destinato dal compositore stesso al suo funerale.

## Opere
Di lui rimane solo musica sacra, tra cui mottetti e lamentazioni, grandi esempi musicali dell'ultimo '600 francese. Recentemente nuove edizioni discografiche li hanno riportati all'attenzione del pubblico con esecuzioni storicamente informate.
Tra le opere:
- Messa di Requiem
- Te Deum
- 24 grands motets
- 5 mottetti per coro
- 3 salmi
- 10 arie per voce sola, trascrizioni dei grands motets.
- Lamentazioni